# Parafia św. Michała Archanioła w Płazowie
Parafia Świętego Michała Archanioła w Płazowie – parafia należąca do dekanatu Narol w diecezji zamojsko-lubaczowskiej. Została utworzona w 1615 roku. Mieści się pod numerem 1. Prowadzą ją księża diecezjalni.
Do parafii należą wierni z następujących miejscowości: Łówcza, Piła i Płazów.

## Historia
Powstanie parafii w Płazowie pw. św. Archanioła Michała jest związane z założeniem miasta na mocy przywileju króla Zygmunta III Wazy w 1614 roku. Założyciel miasta Jan Płaza z Mstyczowa, wielkorządca zamku krakowskiego oraz starosta Lubaczowski i Niepołomicki, zbudował drewnianą kaplicę dla o.o. Dominikanów, którzy zaraz z powodu braku uposażenia ją opuścili. W 1615 roku na prośbę miejscowej ludności bp Jerzy Zamoyski z Diecezji Chełmskiej zlecił opiekę nad kościołem ks. Sebastianowi Kozubskiemu (proboszczowi z Narola), a po jego śmierci, następnym proboszczem został ks. Błażej Zieliński. 
Instalacji kanonicznej parafii dokonał ks. Jan Sosin wikariusz generalny biskupa Chełmskiego 12 czerwca 1630 roku. Ok. 1639 roku starosta lubaczowski Jerzy Ossoliński ufundował drewniany kościół pw. Świętej Trójcy i św. Michała Archanioła. W 1639 roku król Władysław IV Waza dokonał uposażenia parafii, do której należały: Płazów, Krupiec, Gorajec, Brusno i Żuków. W 1717 roku kościół spłonął i zaraz z fundacji starosty lubaczowskiego Adama Mikołaja Sieniawskiego, zbudowano następny drewniany kościół. Następnie zasięgiem parafii objęto wiernych ze wsi: Huta Bruśnieńska, Lubliniec, Ruda Rożaniecka, Rudka Bruśnieńska i Huta Borowa. W 1912 roku powstała placówka filialna parafii Płazów w Nowym Bruśnie, w 1945 roku w Hucie Różanieckiej, w 1966 roku w Rudzie Różanieckiej.
W 1818 roku parafianie przy wsparciu barona Hermana Brunickiego i Zarządu Dóbr Kameralnych w Lubaczowie rozpoczęli budowę murowanego kościoła, który został poświęcony 6 stycznia 1822 roku, a konsekrowany w 1843 roku. W 1849 roku do parafii przyłączono Łówczę. W 1904 roku założono nowy cmentarz wspólny dla rzymsko-katolików i grekokatolików. Z terenu parafii zostały wydzielone nowe parafie: Nowe Brusno (1912), Huta Różaniecka (1945), Ruda Różaniecka (1966). W latach 2009–2014 przeprowadzono remont kościoła. Obecnie do parafii należą wierni z miejscowości: Płazów, Łówcza i Piła. W Łówczy jest  kościół filialny pw. Matki Bożej Bolesnej. Obecnie parafia liczy 970 wiernych.
Proboszczowie parafii.
1639. ks. Błażej Zieliński
1717–1738. ks. Ludwik Plinowski
1738–1743. ks. Grzegorz Doliński
1743–1748. ks. Roman Masłowski
1748–1751. ks. Michał Sosnowski
1751–1763. ks. Walenty Jędrzejowski
1763–1765. ks. Jan Dachowski
1765–1792. ks. Kazimierz Sikorski
1792–1793. ks. Andrzej Dmuchowski
1793–1798. ks. Łukasz Misiunkiewicz
1798–1813. ks. Pius Milewski
1813–1819. ks. Justyn Młodecki
1819–1826. ks. Daniel Starzyński
1826–1828. ks. Wojciech Starocki
1828–1833. ks. Serafin Sewada
1833–1838. ks. Ksawery Sanocki
1838–1844. ks. Jerzy Mazanek
1844. ks. Franciszek Ksawery Bliczyński
1844–1859. ks. Józef Wierzchowski
1859–1888. ks. Henryk Krzywoń
1888–1899. ks. Józef Krzeptowski
1900. ks. Antoni Moczanowski
1900–1927. ks. Jan Stojak
1927–1936. ks. Franciszek Brenny
1936–1939. o. Ireneusz Kmiecik (adm.)
1939–1945. ks. Jan Terlecki
1945–1950. ks. Marian Lisowski
1950–1997. ks. Kazimierz Orzechowski
1997–2003. ks. Krzysztof Jankowski
2003–2008. ks. Jan Muda
2008–2017. ks. Krzysztof Radyk
2017–2022 ks. Stanisław Burda
od 2022 ks. Jan Radziszewski